# 毛沢東秘録
『毛沢東秘録』（もうたくとうひろく）は、産経新聞で行われていた連載、および連載をまとめて1999年に刊行された書籍。

## 概要
1999年3月22日から産経新聞で連載開始、9月に終了して大きな反響を呼んだ。この連載のために250冊以上もの著作や資料をもとにして、毛沢東と文化大革命の全体像を多面的、立体的に描いた。
単行本は産経新聞社で、1999年8月30日に上巻が、11月8日に下巻が発売された。同年冬に菊池寛賞を受賞した。
2001年に扶桑社文庫（上中下）で、2021年に産経NF文庫（上下）で再刊され、2度目の文庫再刊時に、産経新聞論説委員は、刊行の理由を現在の中国共産党総書記である習近平の目指している人物が毛沢東であるからと指摘する。
習近平政権は、憲法を改正することで最高指導者の座に留まり続けることを可能とし、軍事力を増強し周辺各国や海域にまで勢力を広げ、覇権を追い求めている姿は、毛沢東時代への回帰であるとする。